# Hamady N'Diaye
Hamady Barro N'Diaye (Dakar, 12 gennaio 1987) è un cestista senegalese, di ruolo centro.

## Carriera
È stato selezionato dai Minnesota Timberwolves al secondo giro del Draft NBA 2010 (56ª scelta assoluta).
Con il Senegal ha disputato due edizioni dei Campionati mondiali (2014, 2019) e due dei Campionati africani (2013, 2017).

## Palmarès
- Coppa di Francia: 1

Pau-Lacq-Orthez: 2021-22